# 福氏頭鯰
福氏頭鯰，為輻鰭魚綱鯰形目擬油鯰科的其中一種，為熱帶淡水魚類，分布於南美洲聖弗朗西斯科河流域，體長可達40.5公分，棲息在底層水域，生活習性不明。